# Aartsbisdom Mbarara

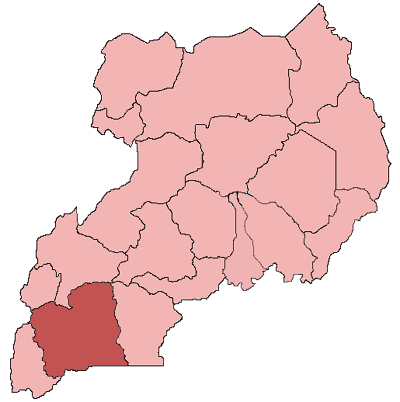
Het aartsbisdom Mbarara binnen Oeganda

Het aartsbisdom Mbarara (Latijn: Archidioecesis Mbararaensis) is een rooms-katholiek aartsbisdom met als zetel Mbarara in het zuidwesten van Oeganda . 
Het aartsbisdom is ontstaan uit de apostolische prefectuur Ruwenzori, opgericht in 1934. Franse witte paters waren hier actief. In 1953 werd Mbarara een bisdom en in 1999 een aartsbisdom. De eerste aartsbisschop werd Paul Kamuza Bakyenga. Hij werd na zijn emeritaat in 2020 opgevolgd door Lambert Bainomugisha.
Gulu heeft vier suffragane bisdommen, waarmee het een kerkprovincie vormt:
- Bisdom Fort Portal
- Bisdom Hoima
- Bisdom Kabale
- Bisdom Kasese

In 2019 telde het aartsbisdom 55 parochies. Het aartsbisdom heeft een oppervlakte van 10.980 km² en telde in 2019 3.792.000 inwoners waarvan 35% rooms-katholiek was.